# Geschichte des Bogens in Europa

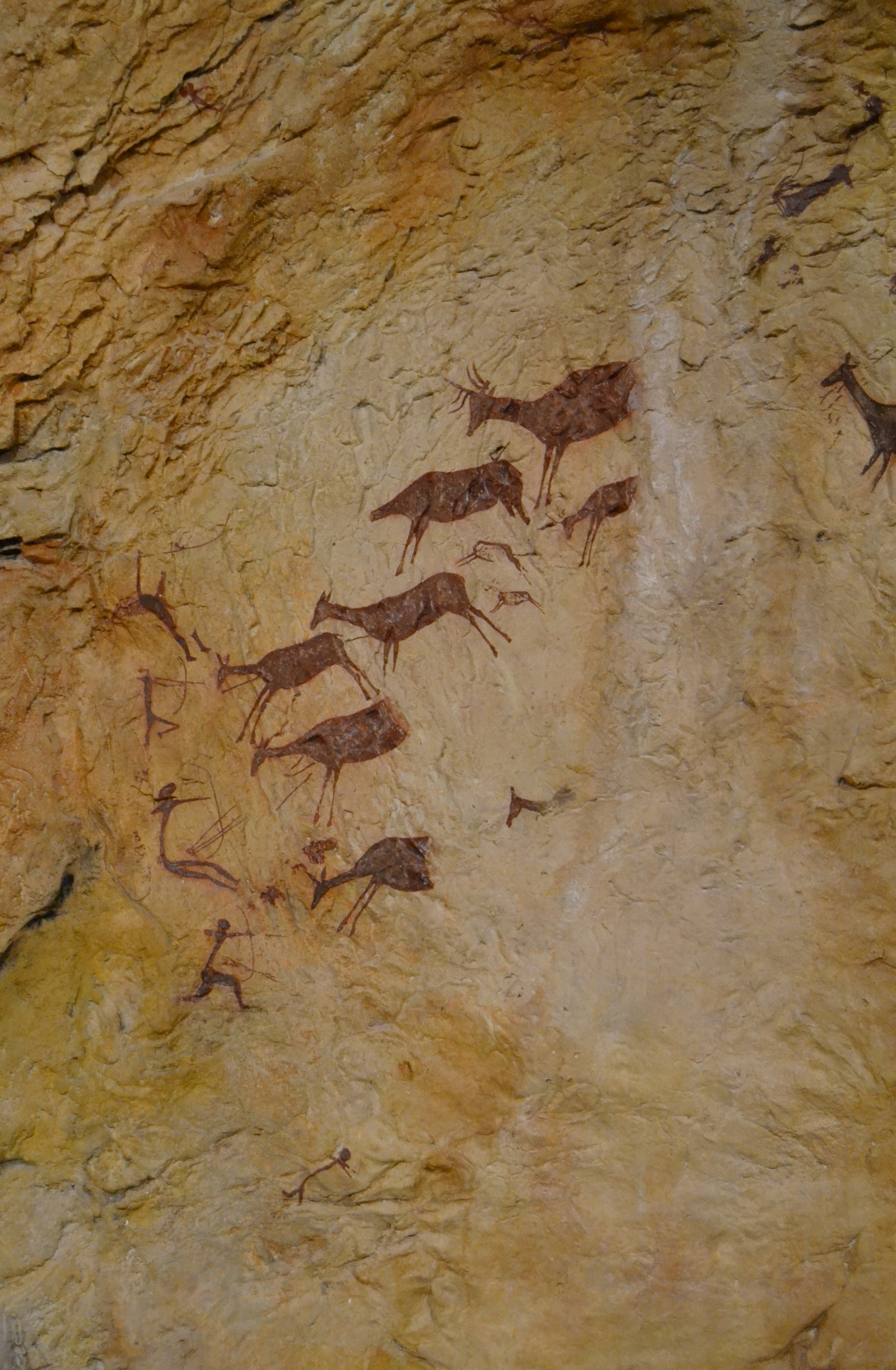
Reproduktion einer frühneolithischen Höhlenmalerei einer Jagdszene mit Pfeil und Bogen in der Cova dels Cavalls, Tírig, Provinz Castellón, Spanien

Der Artikel Geschichte des Bogens in Europa beschreibt die historische Entwicklung des Bogens (Waffe) von den frühesten archäologischen Belegen bis in die Neuzeit.

## Bögen der Steinzeit

### Alt- und Mittelsteinzeit

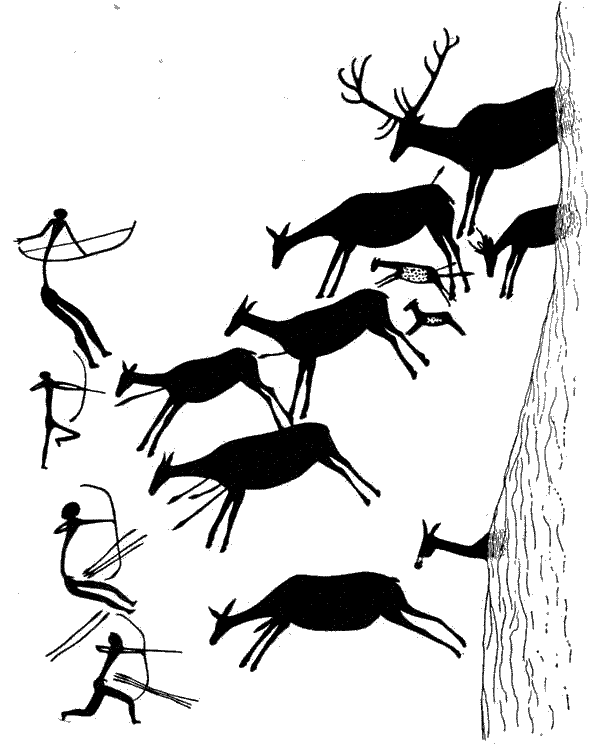
Nachzeichnung eines frühneolithischen Felsbildes: Jagdszene mit Pfeil und Bogen in der Cova dels Cavalls (vgl. Foto oben)

Das früheste Auftreten der Bogenwaffe kann lediglich über steinerne Pfeilspitzen validiert werden, entsprechende Hinweise sind jedoch umstritten. Die ältesten Steinspitzen, deren Interpretation als Pfeilspitzen plausibel sein könnte, stammen aus dem Abri Sibudu (Provinz KwaZulu-Natal, Südafrika) und sind etwa 64.000 Jahre alt. In Europa gibt es seit dem Solutréen (etwa 22.000 bis 18.000 v. Chr.) gestielte Spitzen aus Feuerstein, die wahrscheinlich Pfeilspitzen waren. Sie können als ältester indirekter Beweis für die Existenz des Bogens gewertet werden. Es handelt sich um gestielte Spitzen, die auf nicht erhaltenen Holzschäften von etwa einem Zentimeter Dicke aufgesetzt waren, sofern die Schulter der Spitzen als Maß für die Dicke der Pfeilschäfte steht. Alternativ können dies aber auch Spitzen für Speere sein, die mit der Speerschleuder geworfen wurden. Die älteste gefundene Speerschleuder stammt aus demselben Zeithorizont wie die Stielspitzen von Parpalló (etwa 18.000 v. Chr.). Da auch Speere meist aus sich nach oben verjüngenden Sprossen (Schösslingen) gefertigt wurden (bei Pfeilen spricht man von „getaperter“ Schaftform), konnten diese an der Spitze ebenfalls sehr schlank sein.
Das älteste als Bogen interpretierte archäologische Fundstück stammt aus einer Kiesgrube in Mannheim-Vogelstang aus der Zeit des älteren Magdaléniens. Das rund 40 cm lange Fragment eines Kiefernholz-Stabes (Pinus sylvestris) wurde mittels der Radiokohlenstoffmethode (14C) auf ein Alter von 14.680 ± 70 BP datiert (entspricht kalibriert 16.055 ± 372 v. Chr.). Der komplette Bogen hatte eine Länge von etwa 110 cm. Einige Veränderungen der Holzoberfläche wurden als Bearbeitungsmerkmale gedeutet: So besitzt eine Seite des Fragments eine geglättete Oberfläche und die Abweichung an einer Seite wurde ausgeglichen. Eine randlich gelegene Druckstelle wird von den Autoren als Nocke für die Bogensehne gesehen. Anhand von Rekonstruktionen wird die Leistung auf etwa 25–30 englische Pfund Zuggewicht geschätzt (11 bis 13 kg), was Reichweiten von bis zu 80 m ermöglicht.
Darüber hinaus gibt es aus dem späten Magdalénien eine mögliche Bogendarstellung auf einer gravierten Kalksteinplatte aus der Grotte des Fadets, Département Vienne (Frankreich). Die Ritzung ist jedoch nicht so eindeutig, dass die Interpretation als gesichert gelten könnte.
Mit hoher Wahrscheinlichkeit gibt es steinerne Pfeilspitzen in Form der so genannten Federmesser. Diese waren bei den Federmesser-Gruppen während der ersten Wiederbewaldung am Ende der Weichsel-Eiszeit in Gebrauch. Die ältesten archäologischen Bodenfunde und damit zweifelsfreien Belege für den Bogen stellen komplett erhaltene Pfeile aus dem Stellmoor dar (Ahrensburger Kultur, etwa 10.000 v. Chr.). Vom Ausgräber Alfred Rust wurden zwei ebenfalls dort gefundene Kiefernholzfragmente als Teile von Stabbögen interpretiert. Rust schreibt, dass es sich um Kernholz relativ dicker Stämme handelt, dieses aber außen zur Splintholzzone hin liegt. Die Jahrringe beider Stücke liegen etwa drei Millimeter auseinander. Die Interpretation als Bogenfragmente bleibt unsicher, zumal die Stücke inzwischen verschollen sind. Rekonstruktionen mit Druckholz der nordischen Kiefer beweisen die Schussfähigkeit einer solchen Waffe, obwohl Kiefer gemeinhin nicht als gutes Bogenholz bekannt ist. Alternative Deutungen der beiden Stücke von Stellmoor bestehen zum Beispiel mit Bootsspanten oder Schlittenteilen, wofür die Verwendung von Kiefernholz plausibel wäre.
Die ältesten unzweifelhaften Bogenfunde stammen aus dem nordischen Mesolithikum. Sie waren aus Ulmen gefertigt. Die beiden ältesten Exemplare stammen aus Holmegård auf Seeland (Dänemark). Da die fünf nachfolgend aufgelisteten Bogenfunde recht ähnlich konstruiert und dimensioniert sind, wird diese Form des Flachbogens mit D-förmigem Querschnitt als mesolithischer Standardtyp angesehen.
- Holmegård IV, Seeland (Kongemose-Kultur, ca. 6000 v. Chr.): Dabei handelt es sich um zwei Flachbögen aus Ulmenstämmchen (Bergulme), wovon einer vollständig und einer etwa zur Hälfte erhalten ist.[14] Die Innenseiten der Bögen sind flach, die Außenseiten gerundet. Die Griffpartien sind deutlich eingezogen. Die Originallängen betragen 154 cm beim vollständigen Exemplar und werden bei dem halb erhaltenen auf 184 cm geschätzt.
- Ageröd V, Südschweden (im Atlantikum, 14C-Datierung 6860–6540 BP): Ein Flachbogen aus Ulme (Ulmus sp.), ca. 170 cm lang; ein Flachbogen aus Eberesche bzw. Vogelbeerbaum (Sorbus aucuparia), fragmentarisch noch 61,7 cm erhalten; ein Stabbogen.[15] Nach Bergman sei der Stabbogen weniger effizient und seiner Spekulation nach möglicherweise von Jugendlichen gebaut worden.[16]
- Ringkloster, Dänemark: Bogen aus der Ertebølle-Kultur, Datierung 5400–3550 v. Chr.
- Tybrind vig, Dänemark: Bogen aus Ulmenholz, ca. 160 cm lang, Ertebølle-Kultur, Datierung 4600–3200 v. Chr.[17] Es handelt sich um ein weitestgehend komplett erhaltenes Exemplar. Der Bogen hat einen runden Rücken und einen flachen Bauch. Die Tips sind unterschiedlich ausgeformt, was auf die Verwendung einer Spannschnur hindeutet.[18]Tips an einem Bogen im Tybrind-Vig-Stil

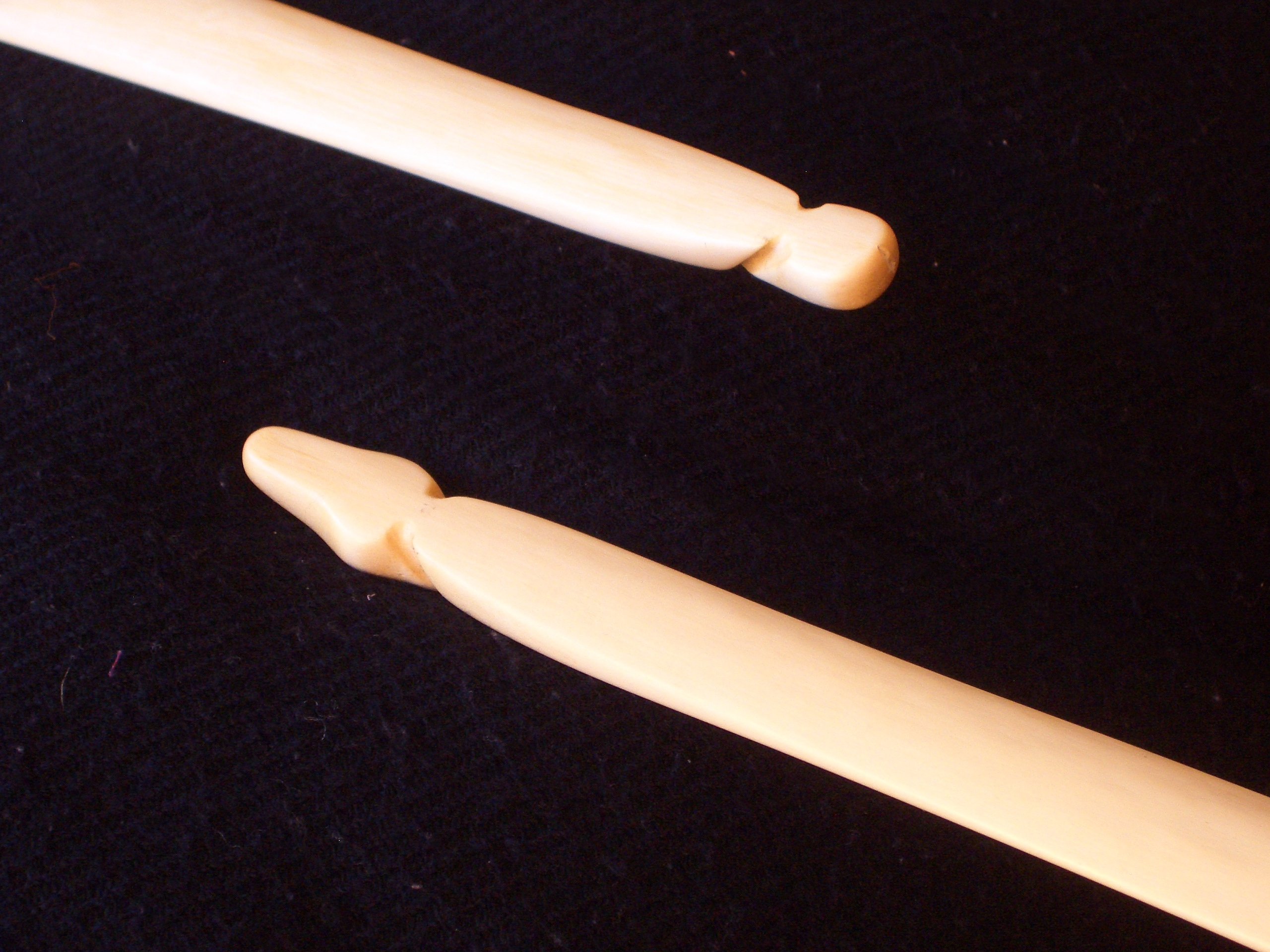
Tips an einem Bogen im Tybrind-Vig-Stil

Der Flachbogen mit D-förmigem Querschnitt (auch „Propeller-Typ“ genannt) war bis in die Bronzezeit geläufig. Der Bogen von Møllegabet II (Dänemark) (Ertebølle-Kultur) hat als einziger Mesolithbogen im Gegensatz dazu schmale und hohe Wurfarmenden, bei denen sich die äußeren Wurfarmenden nicht mitbogen. Parallel dazu gab es mesolithische Fallenbogen aus dem Vis-Moor (Republik Komi, Nordwestrussland), die meist kein Flachbogendesign aufweisen. Es handelt sich um insgesamt 31 meist einfach und mit geringem Aufwand gebaute Stabbogen aus Nadelhölzern, die in fest installierten Bogenfallen eingesetzt wurden. Die Radiokohlenstoffdatierung beträgt etwa 6000 v. Chr.

### Jungsteinzeit
Zwei Bogentypen prägten die Jungsteinzeit Mitteleuropas: Zum einen Bogen mit hohen Querschnitten, zum anderen der „propellerförmige Typ“. Als bevorzugtes Bogenholz wurde nun Eibe verwendet. Trotz der bäuerlichen Wirtschaftsweise behielten Pfeil und Bogen stets eine Bedeutung als Statussymbole, wie Grabbeigaben der ältesten Ackerbau-Kultur in Mitteleuropa (der so genannten Linienbandkeramik) zeigen. Keine Bodenfunde, aber Abbildungen von Recurvebogen (bei sehr wahrscheinlicher Kompositbauweise) gibt es bereits seit dem Frühneolithikum auf Felsbildern in Spanien. Auch Felsbilder im algerischen Tassili zeigen jungsteinzeitliche Bogenjäger.
In das Jungneolithikum (etwa 4300 v. Chr.) datieren die Funde vom Schnidejoch, die komplette Bogenausrüstung der Gletschermumie Ötzi stammt aus dem Spätneolithikum und ist etwa 3300 v. Chr. gefertigt worden.
Auch Gräber der endneolithischen Glockenbecherkultur zeigen in Form von so genannten Armschutzplatten und Pfeilspitzen aus Feuerstein, dass die Bogenausstattung zu den wichtigsten Waffen zählte. Eine Ausstattung mit Pfeilen und Armschutzplatte wurde im Grab des Bogenschützen von Amesbury entdeckt.
Eines der wenigen erhaltenen Exemplare aus dem Endneolithikum ist der Meare-Heath-Bogen. Es handelt sich um ein einzelnes Exemplar aus Eibenholz, das im Juni 1961 in den Somerset Levels in England gefunden wurde. Im Vergleich zu anderen Bögen sind dessen Wurfarme sehr breit und verlaufen bis kurz vor den Tips weitestgehend parallel. Zusätzlich sind sie mit Lederbändern umwickelt. Das Alter wird auf etwa 2700 v. Chr. geschätzt. Das ungewöhnliche Design, das dem Prinzip moderner Bögen teilweise stark widerspricht, deutet grundsätzlich darauf hin, dass es sich um eine rein zeremonielle Waffe handeln könnte. Dennoch haben mehrere Nachbauten gezeigt, dass der Bogen prinzipiell funktional ist.
Der Kurzbogen entwickelte sich wahrscheinlich mit und in den Steppenreiterkulturen. Auf antiken Darstellungen sowie in den Kurganen finden sich erste Belege. Wegen der im Vergleich zum Langbogen ungünstigeren mechanischen Verhältnisse haben sie zurückgebogene Bogenenden (Recurves) und Sehnen-/Hornverstärkungen (Kompositbogen).

## Bögen der Antike

### Bronze- und vorrömische Eisenzeit
Bogenfunde der Bronzezeit und Eisenzeit sind in Mitteleuropa äußerst selten. Der Bogenschütze von Amesbury aus der endneolithisch-frühbronzezeitlichen Glockenbecherkultur ist mit Langbogen, Pfeilen und Armschutzplatte bestattet worden. Oft sind bei endneolithischen Gräbern nur noch die Pfeilspitzen, steinernen Armschutzplatten oder Pfeilschaftglätter erhalten, die auf den Status des Bogens als Waffe hinweisen. Auch in der frühbronzezeitlichen Aunjetitzer Kultur bleibt diese Grabbeigabe bestehen. Vom Ende der Frühbronzezeit ist ein Geweihbogen (Rothirsch) aus England bekannt, der mit nur 45 Zentimetern Länge zu den Miniaturbogen zählt. Die 14C-Datierung dieses singulären Fundes ergibt ein Alter zwischen 1750 und 1605 v. Chr.
Für die Mittlere und Späte Bronzezeit gibt es bislang keine Bogenfunde, lediglich zwei Köcher aus urnenfelderzeitlichen Gräbern: einen mit elf Pfeilen aus Ockstadt (Wetteraukreis), und einen mit sechs Pfeilspitzen und Schaftresten aus Behringersdorf (Kr. Nürnberger Land). Aus klimatischen Gründen ist in Mitteleuropa nicht von Importen vorderasiatischer Kompositbogen auszugehen, sondern überwiegend vom reinen Holzbogen (Selfbow). Häufig gefunden werden dagegen so genannte „graeco-eurasische“ Pfeilspitzen der Hallstattzeit, wie im Gräberfeld von Hallstatt, in Salzburg, Mellrichstadt, in einer Höhle bei Ebermannstadt, auf der Ehrenbürg bei Forchheim, der Heuneburg (Kr. Sigmaringen). Diese gelten als Importe aus Griechenland und dem Gebiet der Skythen bzw. als technische Nachahmungen dieser Formen.

### Klassische Antike

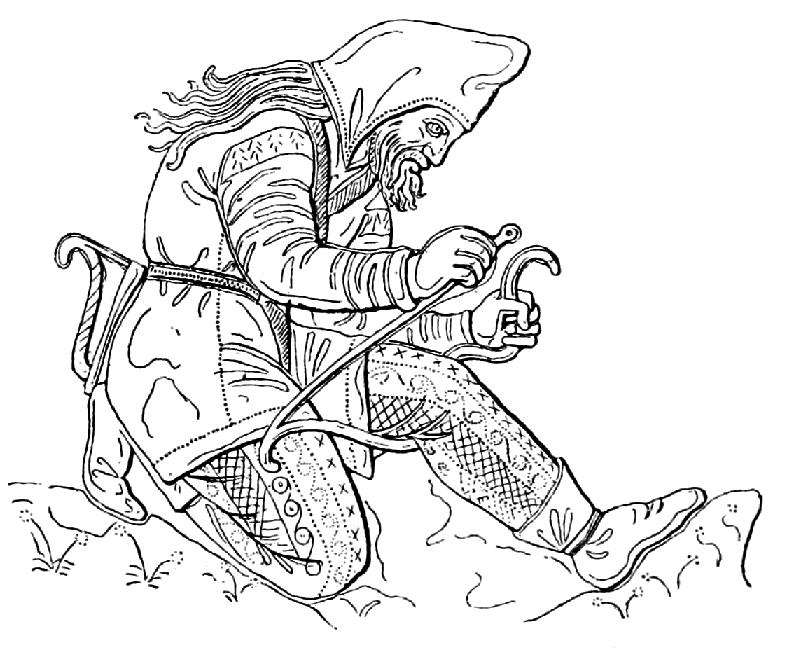
Skythe beim Spannen des Reflexbogens, Umzeichnung vom Elektrum-Becher aus Kul'-Oba (Krim, spätestens 350 v. Chr.)

Schon in Homers Ilias im 8. oder 7. Jahrhundert beschrieben, kam um 400 v. Chr. bei den Skythen ein Kompositbogen als Reiterbogen auf. Auch die Parther nutzten solche Bögen. Von den griechischen Stadtstaaten wurde ebenfalls ein Kompositbogen, allerdings nur bei Fußtruppen eingesetzt. Nach den Eroberungen der Römer im östlichen Mittelmeerraum fanden Bögen nach diesen Vorbildern ihren Weg in die römische Armee, wo sie von Hilfstruppen verwendet wurden.
Präziser gesagt, rekrutierten die Römer, nachdem sie im Kampf gegen die Parther, insbesondere in der Schlacht bei Carrhae 51 v. Chr., die Effektivität des Einsatzes von Bögen kennengelernt hatten und zuvor schon Pompeius 67-62 v. Chr. den Nahen Osten in Besitz genommen hatte, entsprechend ausgerüstete Hilfstruppen. Insbesondere der Stamm der Ituräer wird in diesem Zusammenhang genannt. Schon in den Bürgerkriegen der späten Republik spielten die Bögen eine große Rolle und waren dann in der Kaiserzeit fester Bestandteil der römischen Armee. Die Kompositbögen verwendeten in ihrer Konstruktion speziellen Knochen-, Haut- oder Fischleim. Da einige dieser traditionellen Leime anfällig für Feuchtigkeit sind, wurden die Bögen häufig mit Birkenrinde, Rohleder oder Stoff beklebt oder umwickelt. So konnten sich die Verklebungen bei feuchtem Wetter nicht wieder lösen. Die Kompositbögen wurden von einigen asiatischen Völkern in speziellen Köchern an einer Art Koppel getragen, an der auch der kurze Pfeilköcher und ein Reitersäbel befestigt war. Geschossen wurde er meist mit dem Daumen, unter Zuhilfenahme verschiedener Arten von Daumenringen.
Peter Connolly beschreibt den typischen Bogen römischer Hilfstruppen als Kompositbogen. In ungespanntem Zustand war er etwa einen Meter lang und hatte die Form eines Halbmonds. Zum Spannen bog man ihn in die andere Richtung, wodurch er die Form einer 3 erhielt und einsatzfähig war. Man verschoss mit ihm Pfeile (auf Latein: Sagittae), die man in Köchern an der Hüfte lagerte. Verwendet wurde dieser Bogen von Leichtbewaffneten.
Thomas Fischer erwähnt auch einfachere Bögen, die nur aus Holz gefertigt waren, und sich innerhalb des Römischen Reiches nicht erhalten haben.
Bögen wurden auch von Gladiatoren in der Arena verwendet. Mit Bogen und Dolch ausgestattete Gladiatoren werden als Sagittarius bezeichnet. ‚Sagittarius‘ ist allerdings auch generell das lateinische Wort für ‚Bogenschütze‘.

#### Die Bezeichnung ‚Arcus‘ für Bögen der klassischen Antike
Arcus ist kein wohldefinierter Begriff, sondern eine Bezeichnung, unter der von verschiedenen Autoren verschiedene Bögen behandelt werden, weshalb die Verwendung zu Missverständnissen führen kann. Die Bezeichnung ist dem lateinischen Wortschatz entnommen.
Arcus (altlateinisch: arquus) ist das lateinische Wort für den Bogen, mit dem Pfeile abgeschossen werden, den Regenbogen, den Bogen in der Architektur, Triumphbögen, Ehrenbögen, jede bogenförmige Krümmung und den Kreisbogen. In der Neuzeit wurde das Wort, wie gesagt, als Lemma genutzt, um darunter je nach Autor verschiedene Bögen der klassischen Antike zum Abschuss von Pfeilen zu beschreiben. Besondere Verbreitung fanden die im Folgenden genannten Verwendungen.
William Smith nutzte 1875 das lateinische Wort ‚arcus‘ in seinem Lexikon der Griechischen und Römischen Altertümer als Lemma zur Darstellung der antiken Bögen. Er ordnet den Bogen als Waffe eher Asien zu und benennt Skythen, Parther und Kreter als besonders geschickt im Umgang mit Pfeil und Bogen und sagt, dass sie in griechischen Armeen „als ein getrenntes Korps“ („as a separated corps“) und auch unter den Hilfstruppen („among the auxiliary troops“) der Römer gedient hätten. Er beschreibt das unterschiedliche Aussehen skythischer sowie griechischer Bögen und gibt eine Beschreibung nach Homer (Ilias IV, 105–126.) wieder. Zudem zählt er einige Darstellungen von Köchern auf und bildet die Statue eines Bogenschützen ab, dessen Bogen heute fehlt. Römische Bögen erwähnt er nicht. Er gibt aber ‚cornu‘ als Übersetzung des griechischen κέρας (kéras) an.
Die lateinischen Wörter ‚cornu, -us‘ und die Nebenformen ‚cornus, -us‘ sowie selten ‚cornum, -i‘ bezeichnen das tierische Horn und dann auch Gegenstände, die aus ihm oder mit ihm als Bestandteil gebaut werden, wie z. B. das Blashorn. Es bezeichnet auch die aus Horn gefertigten Bogenteile und kann im übertragenen Sinn – in der Antike dichterisch – den Bogen insgesamt meinen. Dabei wurde auch die Mehrzahl verwendet, da die beiden Spitzen des Bogens, an denen die Sehne befestigt wurde, bei vielen Bögen, bei denen der römischen Auxilia der Kaiserzeit regelmäßig, aus Hornknäufen bestand.
August Demmin nutzte 1869 die Vokabel als Oberbegriff, um mehrere Typen von Bögen einzuordnen:
- Der ‚cornus, -u‘ genannte Bogen, zu dessen Bau Horn verwandt wurde und der eine Patulus-Form gehabt haben soll,
- der ‚arcus sinuosus‘ oder ‚arcus sinuatus‘, ein griechischer Bogentyp, der schon von Homer beschrieben worden sein soll, ebenfalls mit Horn gebaut und ungespannt einen „Zirkel“ bildend, mit dem in der Kunst Hercules oft dargestellt wird und
- der ‚arcus scythicus‘, ein skythischer Reiterbogen werden erwähnt.

Demmin stellt dar, dass sowohl bei Griechen als auch bei Römern der Bogen eine Waffe von „Hilfstruppen“ war. Er nennt drei Trageweisen des Köchers: „auf den linken Hüften, hinter der rechten Schulter und auf dem Rücken über den Hüften.“ Seine Informationen entnahm er Bild- und Schriftquellen.
Heutige Angaben des Wortes als lateinische Übersetzungen von ‚Bogen‘ sind davon zu unterscheiden.
So gibt Linda Alchin von der SiteSeen Ltd. ‚arcus‘ als lateinische Übersetzung des englischen ‚bow‘ an und führt den Bogen als eine Waffe der Gladiatoren auf. Sie beschreibt: “The normal weapon of Roman archers was the classic composite bow made of horn, wood, and sinew held together with hide glue.”, zu deutsch: „Die normale Waffe des Römischen Bogenschützen war der klassische Kompositbogen aus Horn, Holz und Sehnen gefertigt, die von Knochenleim zusammengehalten wurden.“ Sie gibt als maximales Zuggewicht 72,5 kg an.

### Germanien
Germanen bauten im 1.–2. Jahrhundert meist Stabbogen mit hohem Querschnitt, die seit der Eisenzeit typischerweise dick auslaufende Wurfarmenden mit zum Teil seitlich angebrachter Nockenkerbe hatten. Sie sind in Siedlungen und als Einzelfunde archäologisch nachgewiesen.
Seit dem 19. Jahrhundert entstand das Gerücht, römische Geschichtsschreiber hätten die Verachtung der Germanen gegenüber Pfeil und Bogen als Kriegswaffe zum Ausdruck gebracht, was in einer Art Ehrenkodex festgehalten gewesen sei. Tacitus erwähnte in seiner „Germania“ dazu jedoch nichts. Stattdessen kann die Ineffizienz des Bogens gegen gepanzerte römischen Legionen ins Feld geführt werden. Das schließt jedoch die Möglichkeit des Gebrauches nicht aus, und es gibt Belege, dass sich die Gallier zur selben Zeit des Bogens bedienten.
Eine herausragende Kollektion von 36 Bogenfunden germanischer Zeit stammt aus dem Nydam-Moor in Sønderjylland. Die Eibenbogen wurden offenbar mit vielen weiteren Waffen zusammen mit dem Nydam-Schiff im Moor versenkt. Die Datierung der Bogen wird mit 100–350 n. Chr., an anderer Stelle mit 300 n. Chr. angegeben. Der Bau des Nydam-Schiffes selbst ist dendrochronologisch auf 310–350 n. Chr. zu datieren, so dass die Datierung der Bogen ebenfalls ins frühe 4. Jahrhundert wahrscheinlich sein dürfte. Beim Typ Nydam handelt es sich um schlanke Stabbogen von 178–187 cm Länge, die an die späteren englischen Langbogen erinnern. Die spitz zulaufenden Wurfarme haben Tips (Endenverstärkungen) aus Geweih, die zum Teil einen achteckigen Querschnitt haben. Bei einem dieser Bogen ist ein Tip aus Eisen erhalten.

## Bögen des Mittelalters

### Völkerwanderungszeit und Frühmittelalter

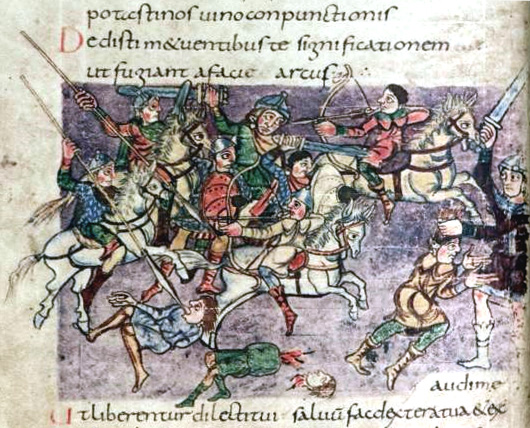
Darstellung von Bogenschützen im Stuttgarter Psalter (um 830)

Aus der Völkerwanderungszeit sind insbesondere die Bögen der Merowinger und Alamannen überliefert. Ein erfolgreicher Einsatz der Alamannen gegen die Römer in einer Schlacht am Rhein im Jahre 354 dokumentiert die Verwendung des Bogens als Kriegswaffe.
Eine vorzügliche Quelle zur Erforschung frühmittelalterlicher Eibenbogen bot der bereits 1846 ausgegrabene Friedhof von Oberflacht, Landkreis Tuttlingen. Die Belegung des Friedhofs stammt aus dem Zeitraum von 530 bis 650.
Ein mit einer Eisenblechtülle beschlagener alamannischer Bogen wurde in einem Grab in der St. Martinskirche in Altdorf (Kanton Uri, Schweiz) gefunden. Das Grab datiert um das Jahr 670. Bei diesem Bogen bestehen Ähnlichkeiten zu den D-förmigen Nydam-Bogen aus dem 4. Jahrhundert, die ebenfalls eine Eisenblech- oder Geweihtülle hatten.
Im Stuttgarter Psalter (um 830) werden Kampfszenen mit Pfeil und Bogen zwischen Awaren und Franken gezeigt.

### Hoch- und Spätmittelalter
Der klassische Langbogen entwickelte sich im europäischen Hoch- bzw. Spätmittelalter zum englischen Langbogen (engl. Longbow) mit sehr hohen Zuggewichten weiter. Diese Entwicklung ist die Antwort auf die besonders im Hochmittelalter vorkommenden Panzerreiter (siehe Ritter). So konnte ein Pfeil, der von einem Langbogenschützen abgeschossen wurde, mühelos eine damals gebräuchliche Kettenrüstung und unter günstigen Bedingungen sogar die als Reaktion entwickelten Plattenpanzer durchschlagen. Auch die Pferde der Ritter mussten nun, soweit überhaupt möglich, vor Waffenwirkung beschützt werden. Allerdings mussten entsprechend große Kräfte zum Spannen des Bogens ausgeübt werden. Heranreitende Kavallerie hatte nur selten die Möglichkeit, die Bogenschützen mit ihren Nahkampfwaffen anzugreifen.
Im Jahr 1139 wurde der Einsatz des Bogens (gemeinsam mit der Armbrust) bei kriegerischen Auseinandersetzungen unter Christen durch das Zweite Laterankonzil geächtet.

#### Hochmittelalter
Im Hochmittelalter (ca. 1050 bis 1250) waren im Westen vor allem Waliser und Engländer, im Osten besonders die Türken und Mongolen gefürchtete Bogenschützen. Mehrere Schlachten im Hundertjährigen Krieg gewannen die Engländer mit ihrer taktisch eingebundenen Bogenstreitmacht. Um den in diesem Krieg entstandenen Bedarf an Eibenholz zur Bogenherstellung decken zu können, wurde nicht zuletzt auch Holz aus deutschen Wäldern verwendet.
Im Gegensatz zur Jagd wurde mit den damaligen Kriegsbögen nicht gezielt, sondern auf die Salvenwirkung gesetzt. Durch die große Anzahl an Schützen und dementsprechend vielen gleichzeitig niedergehenden Pfeilen war die Trefferwahrscheinlichkeit trotzdem recht hoch.  Kriegsbögen hatten ein hohes Zuggewicht, typischerweise mehr als 100 englische Pfund, das sind ca. 45 kg. In alten Chroniken wurde berichtet, dass die Pfeile „dicht wie Schnee“ auf den Gegner niedergingen.
Zwar hatte schon Wilhelm der Eroberer in der Schlacht von Hastings eine große Truppe von französischen Bogenschützen gegen die Truppen von König Harald II. eingesetzt, aber sie waren ebenso wie die weniger zahlreichen englischen Bogenschützen nur mit relativ kurzen Bögen ausgerüstet.
Bereits im 11. Jahrhundert wurde von walisischen Bogenschützen berichtet, deren Pfeile ca. zehn Zentimeter dicke Eichentore durchschlugen. In den Dienst des englischen Königs Eduard I. wurde der Langbogen nach der Unterwerfung der Waliser im späten 13. Jahrhundert übernommen. Zunächst wurden walisische Bogenschützen eingesetzt, später wurden auch englische Langbogenschützen ausgebildet. Ende des 13. Jahrhunderts entwickelte sich der englische Typ mit tiefem D-förmigem Querschnitt, der in Westeuropa zur effektivsten Fernkampfwaffe wurde, die von einem einzelnen Menschen bedient werden konnte. Der militärische Einsatz des Langbogens wurde im europäischen Mittelalter zuerst in England realisiert.
Um mit einem Langbogen eine solche Wirkung zu entfalten, war jahrelange Übung notwendig. Im mittelalterlichen England wurden daher Gesetze erlassen, die die männliche Bevölkerung dazu verpflichteten, sich im Umgang mit dem Langbogen zu üben. Zudem mussten englische Väter ihre Söhne mit einem Langbogen ausrüsten, wenn diese ein bestimmtes Alter erreicht hatten. Bei Skelettfunden, die man englischen Langbogenschützen zuordnen konnte (Mary Rose), wurden auf starke mechanische Belastung hinweisende Umbildungen von Arm- und Wirbelknochen festgestellt.
Moderne Versuche haben ergeben, dass ein von einem Langbogen abgeschossener Pfeil unter Idealbedingungen die Brustplatte einer Plattenrüstung durchschlagen konnte.
Zur Herstellung von Langbögen verwendeten die Engländer vorwiegend Eibenholz, da dieses die hohen auftretenden Zug- und Stauchkräfte aufnehmen kann. Diese Eigenschaften ermöglichten die Entwicklung zum leistungsstarken Stabbogen, der im Gegensatz zum Flachbogen auf weite Distanzen einzusetzen ist. Die walisischen Bogenschützen schossen auch mit Ulmenbögen. Noch heute ist die Eibe streng geschützt, weil dem damaligen Bedarf an Eibenholz fast die gesamten Bestände des Alpenraums und der Pyrenäen zum Opfer gefallen waren.
Die meisten englischen Langbögen reichten dem Schützen im ungespannten Zustand mindestens bis auf Augenhöhe.

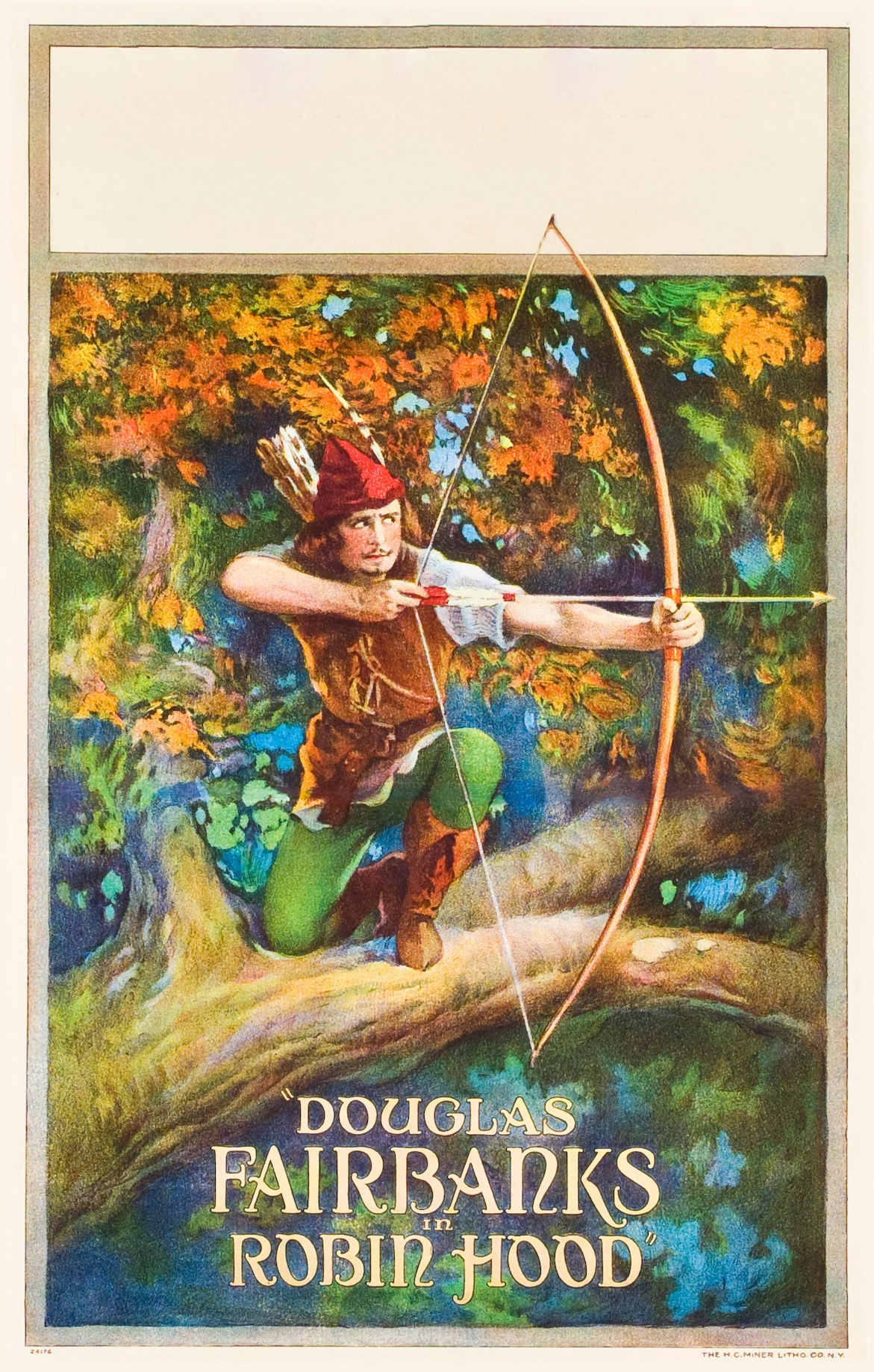
Bekanntester literarischer (Rechtshand-)Schütze mit dem Langbogen: Robin Hood – Filmplakat von 1922

In anderen europäischen Reichen wurde der Nutzen dieser Waffe ebenfalls erkannt, sodass der Langbogen auch außerhalb Englands Verbreitung fand, wo er aber aufgrund der Konkurrenz durch andere Fernwaffen, vor allem die gegen Ende des Mittelalters aufkommenden Feuerwaffen, nicht die gleiche Rolle spielte wie in England.

#### Spätmittelalter
In den Schlachten des Spätmittelalters (ca. 1250 bis 1500) bewährte sich der Langbogen vielfach. Geriet gegnerische Reiterei unter die wenig bis gar nicht gepanzerten Bogenschützen, hatten diese allerdings meist nur ein leichtes Schwert oder auch nur einen Dolch oder ein Messer zur Verteidigung. Solche Kämpfe endeten meist in einer Katastrophe für die Bogenschützen, die aufgrund ihrer langen Ausbildung nur schwer zu ersetzen waren. Deshalb bezogen die englischen Langbogenschützen meist Deckung hinter spitzen Holzpfählen, die in die Erde gerammt waren. Davor postierten sich schwer gepanzerte Ritter, die zu Fuß kämpften und mit ihren Lanzen gegnerische Truppen auf Distanz halten sollten.
Der Sage nach wurden im Hundertjährigen Krieg englischen Bogenschützen, die in Gefangenschaft gerieten, der rechte Zeige- und Mittelfinger abgehackt, mit denen die Sehne gezogen wurde. Verschiedene Gesten (Fuck off-V, Victory-Zeichen, crossed fingers) werden auf diese Sage zurückgeführt.
Noch im Jahre 1590 verteidigte der englische Adlige Sir John Smythe den Nutzen des Langbogens gegenüber den damals gebräuchlichen Arkebusen und Musketen. Smythe wies darauf hin, dass ein Bogen im Gegensatz zu einer Feuerwaffe über keinen Mechanismus verfügt, der versagen könnte. Zudem hob er die deutlich höhere Feuerrate des Bogens im Vergleich zu Feuerwaffen hervor. Außerdem würde ein dichter, heranfliegender Pfeilhagel die Moral des Gegners schädigen.
Aus dem Wrack des in dieser Zeit gesunkenen Schiffs Mary Rose wurden etliche Langbögen geborgen, die zum Teil so gut erhalten sind, dass sie noch schießbar sind.

## Bögen der Neuzeit

### Frühe Neuzeit
In der frühen Neuzeit (ca. 1500 bis 1790) wurden die Langbögen abgelöst. Im englischen Bürgerkrieg in der Mitte des 17. Jahrhunderts wurden noch Langbögen verwendet, kurze Zeit später wurde der Langbogen in England aber endgültig verdrängt. Musketen erlangten eine immer höhere Feuerkraft und Reichweite und konnten Panzerungen leichter durchschlagen. Zudem war die Ausbildung eines Langbogenschützen weit aufwändiger und länger als die eines Musketenschützen.